# 田中稲城
田中 稲城（たなか いなぎ、1856年2月11日（安政3年1月6日） - 1925年（大正14年）2月22日）は明治時代から大正時代にかけての日本の官僚、図書館学者。
帝国図書館（国立国会図書館の前身）初代館長、日本文庫協会（日本図書館協会の前身）初代会長。「図書館の父」と称される。

## 来歴
幕末に周防国で岩国藩士末永家の三男として生まれた。幼名は辰之助。田中家の養子に入って田中林蔵、のち稲城と改名する。藩校で漢学、英語学校で英語を学んだのち、1875年に東京開成学校に入学。1881年に東京大学文学部（帝国大学文科大学の前身）和漢文学科を卒業するとともに、東京大学文学部・法学部准講師に任ぜられた。1882年には助教授に昇進するが、1886年に文部一等属に任命され、文部省の本省に転属。文部省所管の東京図書館（帝国図書館の前身）の運営に関わり、図書館行政の道に入る。
1888年、当時文部書記官だった田中稲城は「図書館に関する学術修行」のため海外留学を命ぜられ出国。アメリカ合衆国とイギリスでハーバード大学図書館、ニューヨーク公共図書館、大英博物館図書館（大英図書館の前身）、オックスフォード大学図書館、ケンブリッジ大学図書館などを見学、研究し、図書館経営の実務を学んだ後、フランスとドイツを遊学して1年半後の1890年3月に帰国した。
帰国後、帝国大学文科大学（田中稲城自身の卒業した東京大学文学部の後身）の教授に任ぜられ、ついで上野の東京図書館の館長兼務を拝命、1893年には図書館長専任となって本格的に日本における国立図書館の整備・経営の仕事に取り組んだ。
田中が館長に就任したとき、東京図書館はきわめて貧弱な予算と施設しか持っていなかった。文部大臣森有礼の学校教育改革の煽りを受けて文部省の社会教育にかける予算は削減されていたうえ、折から朝鮮情勢の緊迫化から政府全体が日清戦争に向けて軍備拡充に予算をつぎ込んでいたため、教育・文化行政の一分野に過ぎない図書館は全く重視されなかったためである。そこで、田中は政界、官界の有力者や関係各所に向けて陳情活動を行うとともに、欧米諸国における国立図書館政策を紹介したり、国立図書館が国の教育・文化政策の要であることを広く説いて世論に国立図書館拡充を訴え、東京図書館を新たに帝国図書館に発展させる運動を行った。
こうした田中の活動が実り、政界や文部次官の牧野伸顕など官界の尽力を得て、日清戦争終結後の1896年（明治29年）12月からの第10回帝国議会両院で帝国図書館設立の建議が可決され、翌1897年（明治30年）4月に帝国図書館官制の勅令が公布されて帝国図書館が創立をみた。帝国図書館は東京図書館の機構を受け継ぎ、東京図書館長田中稲城が帝国図書館の初代館長となった。
また、帝国図書館の施設は、帝国図書館創立と同時に設置され、田中館長も加わった帝国図書館新築設計委員においてし敷地選定と設計などの検討が進められ、完成すれば東洋最大の規模となる大図書館が計画された。しかし、政府の財政難から第一期工事のみが当初計画を大幅に縮小して1898年に着工、建築に8年を要して1906年（明治39年）にようやく竣工した。新築となった上野の帝国図書館は建築当初の規模こそ全体計画の4分の1でしかなかったものの、総閲覧席数300席、地上8層・地下1層で収蔵能力50万冊におよぶ書庫を有し、現在も国際子ども図書館として現役で使われている。
この間、田中稲城は海外における図書館界の協力体制を見習って1892年に創設された日本文庫協会（日本図書館協会の前身）の設立を発起し、日本初の図書館法令である図書館令の検討にも携わるなど、日本における近代的図書館の発展に尽力した。彼の館長在任は、東京図書館時代から通算して30年以上に及び、帝国図書館をはじめて真に国立図書館と呼びうる組織に発展させた。
しかし、帝国図書館は田中の計画通りに発展することを果たせなかった。大正に入ると、帝国図書館は早くも書庫と閲覧室が逼迫し始めていたが、当初計画通りに増築することはかなわなかった。そして1921年、図書館員教習所（図書館情報大学の前身）の開設に際し、田中は手狭な帝国図書館内に教室を設けることを拒否したことから、図書館の近代化のために司書の専門職化のための教育機関の必要性を唱える乗杉嘉壽（文部省普通学務局第4課長・日本の社会教育の祖とも言われる）と対立、田中が設置の条件に図書館の増築を求めたことから文部省本省とも対立して間もなく退官した。事実上更迭に近かったといわれる。
1925年、神経衰弱のため死去。

## 栄典
- 1891年（明治24年）12月21日 - 正七位[7]
- 1918年（大正7年）6月29日 - 勲三等瑞宝章[8]

## 著作

### 単著・編著
- 竹林熊彦 編輯並解説 (1942-06). “田中稲城著作集（1）”. 図書館雑誌 (日本図書館協会) 36 (6):  17 - 24.
- 竹林熊彦 編輯並解説 (1942-07). “田中稲城著作集（2）”. 図書館雑誌 (日本図書館協会) 36 (7):  18 - 30.
- 竹林熊彦 編輯並解説 (1942-09). “田中稲城著作集（3）”. 図書館雑誌 (日本図書館協会) 36 (9):  19 - 26.
- 『東京図書館ニ関スル意見要略』 田中稲城、1891年7月
- 『図書館管理法』 文部省編纂、1900年7月 ／ 日本図書館協会〈復刻図書館学古典資料集〉、 1978年7月
  - 『図書館管理法』 文部省著、金港堂書籍、1912年5月 ／ 日本図書館協会〈復刻図書館学古典資料集〉、 1978年7月
  - 出口一雄監修 『近代「読書論」名著選集 第4巻』 ゆまに書房〈書誌書目シリーズ〉、1994年4月、ISBN 4896687868 - 初版を収録。

### 共編
- 赤堀又次郎 共編『日本歴史 : 中等教科  前』文学社、1893年。
- 赤堀又次郎 共編『日本歴史 : 中等教科  後』文学社、1893年。
- 赤堀又次郎 共編『日本歴史 : 中等教科 前篇』（訂正再版）文学社、1896年。

## 関連文献
- 「田中稲城君追憶録」（『図書館雑誌』第21年第2号、日本図書館協会、1927年2月）
- 竹林熊彦 「田中稲城 : 人と業績」（『図書館雑誌』第36年第3号、1942年3月）
- 有泉貞夫 「田中稲城と帝国図書館の設立」（国立国会図書館参考書誌部編 『参考書誌研究』創刊号、1970年11月、NAID 40005185416）
- 熊野絢子、井上真琴 「田中稲城」（伊藤隆、季武嘉也編 『近現代日本人物史料情報辞典』 吉川弘文館、2004年7月、ISBN 4642013415）